# Adrian-Mihăiță Todoran
Adrian-Mihăiță Todoran (n. 27 februarie 1983) este un deputat român, ales în 2016 din partea PMP.